# Lo quiero muerto
Lo quiero muerto es una película de spaghetti western del año 1968 dirigida por el cineasta Paolo Bianchini, con Craig Hill como actor principal. 

## Argumento
Clayton (Craig Hill), un excombatiente de la Guerra de Secesión Norteamericana, y su hermana Mercedes llegan a Juárez, una pequeña ciudad situada a caballo entre México y el estado de Texas. Mientras que Clayton está con su amigo Mac, Garry y Jack, dos pistoleros a las órdenes de Mallek, un hombre de la zona rico e importante, matan a Mercedes. Clayton, persiguiendo implacablemente su propia venganza, y aún no sabiendo nada de la trama de Mallek y absolutamente alejado de todo lo que no tenga que ver con el hacer justicia con su revólver, destruye a la banda criminal.

## Banda sonora
La música fue compuesta por Nico Fidenco y dirigida por Willy Breza. El tema Clayton, que suena en los créditos, es interpretado por Lida Lu.